# Flemming Frederik Cai Holck-Winterfeldt
Flemming Frederik Cai greve og lensbaron Holck-Winterfeldt (16. januar 1771 på Gjedsergaard – 11. februar 1826 på Fjællebro) var en dansk officer og kammerherre, bror til Gustav og Frederik Christian Holck-Winterfeldt og far til Gustav Holck-Winterfeldt.
Han var søn af grev Gustav Frederik Holck-Winterfeldt og Sophie Louise komtesse Ahlefeldt, blev 1789 fændrik i Kronprins Frederiks Regiment, samme år karakteriseret sekondløjtnant, forflyttet til Livgarden til Fods, 1790 til Norske Jægerkorps, 1792 i sekondløjtnant-nummer, 1793 karakteriseret premierløjtnant, 1795 til Sjællandske Jægerkorps, 1797 à la suite med ventepenge, 1799 virkelig premierløjtnant, 1802 karakteriseret kaptajn og kompagnichef i Fynske Landeværnsregiment (1808 Kronens Regiment), chef for dets jægerkorps, fik 1812 majors anciennitet, 1813 karakteriseret major af Armeen, 1813 kommandør for regimentets 4. annekterede bataljon og fik 1816 afsked som oberstløjtnant. 1825 arvede han det for Baroniet Wintersborg substituerede fideikommis, men døde allerede året efter.
13. oktober 1801 ægtede han i København Judith de Windt (13. oktober 1779 på Sankt Croix - 30. april 1813 på Fjællebro), datter af generalkrigskommissær Gevert S. de Windt og Maria Groebe.